# Littorio-klass
Littorio-klass (ibland benämnd Vittorio Veneto-klass) var en klass av slagskepp i kungliga italienska flottan (Regia Marina). Klassen bestod av fyra fartyg: Littorio, Vittorio Veneto, Roma, och Impero, varav det sistnämnda aldrig färdigställdes. De fullbordade slagskeppen byggdes mellan 1934 och 1942 och var de kraftfullaste artillerifartygen som Italien disponerade över. 
Littorio och Vittorio Veneto var färdiga att tas i bruk lagom till Italiens inträde i andra världskriget, och kom att bilda stommen i den italienska slagflottan. Efter Italiens kapitulation i september 1943 avgick fartygen mot Malta, men anfölls på vägen av tyskt bombflyg. I den följande striden sänktes Roma, medan Littorio (nu omdöpt till Italia) och Vittorio Veneto lyckades nå ön utan större skador. Efter krigsslutet 1945 överlämnades de två kvarvarande fartygen till USA och Storbritannien som krigsskadestånd. Italia och Vittorio Veneto skrotades åren 1952-1954, medan Imperos ännu ofullständiga skrov bogserades till Venedig, där det senare höggs upp.

### Webbkällor
- www.navypedia.org: VITTORIO VENETO battleships (1940-1942) (på engelska)